# Kenzen Robo Daimidaler
Daimidaler: Prince vs Penguin Empire, conocido en Japón como Daimidaler the Sound Robot (健全ロボ ダイミダラー, Kenzen Robo Daimidarā, "sonido" como en salud) es una serie de manga japonesa escrita e ilustrada por Asaki Nakama, serializada en la revista de manga seinen de Enterbrain. ¡Becarios! de 2008 a 2012 y recopilado en cuatro volúmenes de tankōbon. Una secuela titulada Daimidaler the Sound Robot OGS comenzó a serializarse en la misma revista (ahora llamada Harta) a partir de octubre de 2013. Una adaptación de la serie de televisión de anime de TNK se emitió del 5 de abril al 21 de junio de 2014 en AT-X. Ha sido licenciado para transmisión legal por Funimation.

## Sinopsis
Kōichi Madanbashi es un estudiante de secundaria que posee partículas Hi-ERo, que se utilizan como fuente de energía para el robot Daimidaler. Obtiene estas partículas tocando a las hembras y las usa para encender el robot para luchar contra los robots con forma de pingüino del supuestamente malvado Penguin Empire.

## Personajes

### Daimidaler
Kōichi Madanbashi (真玉橋 孝一, Madanbashi Kōichi)
 Seiyū: Nobunaga Shimazaki
Un estudiante de secundaria muy pervertido posee partículas Hi-ERo, que se utilizan como fuente de energía para el robot Daimidaler. Es reclutado por Kyōko Sonan para unirse a su batalla contra el Imperio Pingüino. Aunque inicialmente se niega, cambia de opinión cuando se da cuenta de que disfruta pilotar a Daimidaler y acariciar los pechos de Kyōko. Durante una batalla contra uno de los robots más fuertes del Imperio Pingüino, Kōichi presumiblemente muere en acción mientras protege a Kyōko cuando dicho robot se autodestruye. Sin embargo, las partículas Hi-ERo de dicho robot actuaron como un dispositivo de transporte y lo teletransportaron al mundo original del Imperio Pingüino en el último segundo. Fue atendido por los humanos que también repararon y modificaron Daimidaler. Pudo regresar a su propio mundo porque el brazo izquierdo de Daimidaler todavía está intacto y resonó con sus partículas Hi-ERo. Él, Kiyuna y Shōma van a la misma escuela y es el estudiante de primer año de la pareja por un año.
Kyōko Sonan (楚南 恭子, Sonan Kyōko)
 Seiyū: Yōko Hikasa
La primera piloto conocido de Daimidaler. Cuando descubre que Kōichi posee partículas Hi-ERo, lo recluta para que se una a ella en su batalla contra el Imperio Pingüino. Tiene un gran odio por el Imperio Pingüino porque su padre quedó traumatizado por ellos cuando llegaron por primera vez a la Tierra. No le gusta que Kōichi la toque a tientas para liberar sus partículas Hi-ERo, pero se insinúa que ha comenzado a desarrollar sentimientos por él. Durante una batalla contra uno de los robots más fuertes del Imperio Pingüino, se presume que Kōichi muere en acción mientras protege a Kyōko. En el episodio 8, Kiriko y Shōma la encuentran accidentalmente en una sala médica recuperándose de dicha batalla. Más tarde se despierta después de "escuchar" la voz de Koichi y lanza el brazo izquierdo cortado de Daimidaler al campo de batalla que resonó con las partículas Hi-ERo de Koichi que le permitieron regresar a su mundo.
Kiriko Kiyuna (喜友名 霧子, Kiyuna Kiriko)
 Seiyū: Shizuka Ishigami
Expiloto de Daimidaler, pero renunció después de que se disolviera la organización para la que trabajaba. Una chica de corazón puro, actualmente es estudiante de secundaria y comenzó a salir con Shōma Ameku después de que él se lo confesara. Al igual que Kōichi, también posee partículas Hi-ERo y las libera al emocionarse cuando experimenta momentos románticos y/o eróticos con Shōma. Debido a su constante muestra pública de afecto, el personal de la escuela ha recibido varias quejas sobre ellos. Se deprime mucho cuando Shōma se convierte en un pingüino y la deja por el Imperio Pingüino, pero decide traerlo de regreso. Ella es la única piloto de Daimidaler que puede convocar al robot por control remoto. Ella y Shōma son los estudiantes de último año de Kōichi ya que todos van a la misma escuela. Ella reconoce a Kōichi debido a su uso constante de un uniforme de Gakuran en lugar de su propio uniforme escolar, así como a su reputación de pervertido.
Shōma Ameku (天久 将馬, Ameku Shōma)
 Seiyū: Natsuki Hanae
Es el novio de Kiriko Kiyuna. Se enamoró de ella a primera vista y luego se lo confesó. Inicialmente, él no tenía conocimiento de su pasado, pero luego Kiriko se lo cuenta. Un chico de corazón puro, es leal y dedicado a Kiriko a pesar de ser tentado por otras mujeres y siempre trata de protegerla del Imperio Pingüino, aunque generalmente es salvado por ella. A menudo se involucran en actividades románticas y, a veces, eróticas para que Kiriko libere sus partículas Hi-ERo. Como resultado, el personal de su escuela ha recibido varias quejas debido a sus muestras públicas de afecto. En el Episodio 10, Shoma se transforma en un pingüino y deja a Kiyuna por el Imperio Pingüino. Más adelante en el episodio 12, Shoma vuelve a ser humano gracias a Henry y regresa con Kiriko.
Moriko Tomoyose (友寄 もり子, Tomoyose Moriko)
 Seiyū: Ayaka Ōhashi
Una de los científicas a cargo del desarrollo y mantenimiento de Daimidaler. Por lo general, se la ve usando un monóculo y se dice que es la mayor de las tres científicas/profesores.
Soriko Majikina (真境名 そり子, Majikina Soriko)
 Seiyū: Ibuki Kido
Una de las científicas/profesores a cargo del desarrollo y mantenimiento de Daimidaler. Por lo general, se la ve con un traje de conejita rosa sin las orejas de conejo.
Sewashiko Goya (呉屋 せわし子, Goya Sewashiko)
 Seiyū: Azusa Tadokoro
Una de las científicos/profesores a cargo del desarrollo y mantenimiento de Daimidaler. Ella es la más pequeña de los tres científicos/profesores y tiene una constitución infantil. Su característica notable es tener lo que parece ser un trozo de tela colgando de su nariz.
Kazuo Matayoshi (又吉 一雄, Matayoshi Kazuo)
 Seiyū: Takehito Koyasu
Es el líder de la organización dedicada a luchar contra el Imperio Pingüino que tiene su sede dentro del Salón de Belleza Prince. Se convierte en una especie de mentor para Kōichi. Más tarde convence a Kiriko Kiyuna de volver a pilotar Daimidaler con la ayuda de su novio Shōma Ameku. Él es uno de los pocos que le ha admitido abiertamente a la pareja que sus constantes muestras de afecto en público son molestas. También se muestra que tiene un lado maníaco cuando se trata de luchar contra el Imperio Pingüino.

### Imperio Pingüino
Penguin Emperor (ペンギン帝王, Pengin Teiō)
 Seiyū: Hideyuki Hori
El emperador del Imperio Pingüino que busca conquistar la Tierra. Tiene debilidad por Rikantz e incluso le dio el apodo de Ritz. Sus planes son constantemente rechazados por Kōichi y Kyōko hasta que presumiblemente Kōichi murió en la batalla. Más tarde logra integrar el Imperio Pingüino en la sociedad, pero ahora se enfrenta a un nuevo oponente en Kiriko Kiyuna. Se revela que el Emperador Pingüino y su imperio se originaron en un mundo paralelo y fueron transportados al mundo cuando su máquina de teletransportación no funcionó correctamente. Allí conoció a una joven Rikantz Seaberry que había perdido su hogar y su familia en una guerra. Los dos viajarían por un tiempo, pero finalmente la dejó en un pueblo después de darle parte del dinero que había ahorrado durante sus viajes. Después de varios años de arduo trabajo, finalmente logró recrear su imperio que condujo a los eventos de la historia.
Rikantz Seaberry (リカンツ＝シーベリー, Rikantsu Shīberī)
 Seiyū: Aya Suzaki
Una joven que tiene un gran amor por los pingüinos, lo que la lleva a unir fuerzas con Imperio Pingüino. Su rasgo más notable es su cabello rubio atado en coletas trenzadas y es conocida por usar un vestido blanco con una capa negra, un sombrero de copa negro y un bastón. Ella es capaz de combatir cuerpo a cuerpo y puede enfrentarse sola a los hombres del Emperador Pingüino. También es conocida por su apodo Ritz que le dio el emperador. Sus compañeros soldados pingüinos la llaman en broma Morning Ritzness (una obra de teatro sobre las náuseas matutinas durante el embarazo) cuando se enfermó mientras pilotaba uno de sus robots cuyo ataque especial giraba a gran velocidad. Más tarde, se revela que conoció al Emperador Pingüino cuando era niña después de perder su hogar y su familia durante una guerra.
Michael (マイケル, Maikeru)
 Seiyū: Taishi Murata
Uno de los pingüinos comandos y uno de los mejores soldados del Imperio Pingüino.
Dennis (デニス, Denisu)
 Seiyū: Shintarō Asanuma
Uno de los pingüinos comandos y uno de los mejores soldados del Imperio Pingüino.
Jake (ジェイク, Jeiku)
 Seiyū: Kentarō Itō
Uno de los pingüinos comandos y uno de los mejores soldados del Imperio Pingüino.
Jim (ジム, Jimu)
 Seiyū: Makoto Yasumura
Uno de los pingüinos comandos y uno de los mejores soldados del Imperio Pingüino.
Nelson (ネルソン, Neruson)
 Seiyū: Jun Fukushima
Uno de los pingüinos comandos y uno de los mejores soldados del Imperio Pingüino.
Henry (ヘンリー, Henrī)
 Seiyū: Yūichi Nakamura
Uno de los Pingüinos comandos y uno de los mejores soldados del Imperio Pingüino. Es el primer soldado pingüino en pilotar un robot pingüino Hi-ERo y se refirió a sí mismo como Hi-ERo Penguin Commando Six, pero debido a la similitud en la pronunciación, Kōichi y varios otros creyeron que dijo Sex en lugar de Six. El uso constante de partículas Hi-ERo hizo que adquiriera lentamente una apariencia humana más atractiva hasta el punto de que nadie lo reconociera, pero también le provocó amnesia. Más tarde conoció a Kyōko en un parque donde rápidamente se conocieron. Kyōko estaba encantada con él hasta que recuperó la memoria y se reveló su verdadera identidad. Es de suponer que muere en la batalla contra Kōichi, lo que hace que el Imperio Pingüino lo aclame como un héroe, aunque se muestra que sobrevivió y volvió a su forma de pingüino.

## Contenido de la obra

### Manga
Escrito e ilustrado por Asaki Nakama, Daimidaler the Sound Robot comenzó su serialización en Fellows. el 15 de diciembre de 2008. Enterbrain luego recopiló la serie en cuatro volúmenes de tankobon, que se publicaron entre 2009 y 2012.

### Anime
Una adaptación de la serie de televisión de anime se estrenó en AT-X del 5 de abril de 2014 al 21 de junio de 2014. La serie fue animada por TNK, producida por Kadokawa, Showgate, AT-X, Lantis y Genco y dirigida por Tetsuya Yanagisawa, con Takao Yoshioka como guionista. las transmisiones de la serie no están censuradas, mientras que las transmisiones en TV Kanagawa y otras redes están fuertemente censuradas. El tema de apertura es "Kenzen Robo Daimidaler" de Endoh-kai, un nuevo grupo de Masaaki Endoh. El tema final es "Suki Suki//Links" de Ibuki Kido, Ayaka Ohashi y Azusa Tadokoro.
En América del Norte, la serie tiene licencia de Funimation para transmisión simultánea en su sitio web de videos antes de lanzar la serie en DVD y Blu-ray con doblaje en inglés y en Australia por Madman Entertainment.